# Butch Otter
Clement Leroy "Butch" Otter (født 3. maj 1942) er en amerikansk politiker for det republikanske parti. Han var den 32. guvernør for delstaten Idaho i januar 2007 indtil januar 2019, hvor han som 76-årig ikke søgte genvalg. Før da var han medlem af kongressen, valgt i Idahos 1. distrikt.